# Margherita Carosio
Margherita Carosio (1908-2005) est une cantatrice italienne particulièrement associée au répertoire lyrique-colorature.

## Biographie
Née à Gênes, le 7 juin 1908, elle étudie le chant dès l'enfance avec son père Natale Carosio, un professeur de chant. Elle commence à se produire en concert à 14 ans, et fait ses débuts à l'opéra en 1924, âgée d'à peine 16 ans à Novi Ligure, dans le rôle-titre de Lucia di Lammermoor.
Très vite invitée dans tous les théâtres d'Italie, elle s'impose dans le répertoire lyrique-colorature italien (Rosina, Adina, Norina, Amina, Elvira, Lucia, Linda, Gilda, Violetta, Mimi) et français (Zerline, Philline, Leila, Lakmé) ainsi que Constance dans L'Enlèvement au sérail, Feodor dans Boris Godounov, qu'elle chante aux côtés de Fédor Chaliapine au Royal Opera House de Londres en 1928, La Reine de Chemakha dans Le Coq d'or de Rimski-Korsakov, le rôle-titre dans Le Rossignol de Stravinsky. Elle parait régulièrement à La Scala de Milan de 1929 à 1954, où elle crée le rôle de Egloge dans l'opéra Nerone de Mascagni en 1935.
En 1949, alors affichée à La Fenice de Venise dans le rôle d'Elvira dans I puritani, souffrante, elle fut remplacée au pied levé par Maria Callas, qui y chantait Brünnhilde dans Die Walküre.
Margherita Carosio se retire de la scène en 1959, et décède dans sa ville natale, le 10 janvier 2005, âgée de 96 ans.